# As Daylight Dies
Az As Daylight Dies  a negyedik nagylemeze a massachusettsi, metalcore stílusú Killswitch Engage-nek. Az albumot 2006. november 21-én adták ki az Amerikai Egyesült Államokban, november 20-án pedig Angliában, egyaránt a Roadrunner Records által. Az első kislemezen található My Curse című számot a rádióban október 30-tól játszották. Az album a Billboard 200 listáján a 32. helyre került, és körülbelül 60˙000 példányt adtak el az első héten. Ez az együttes első albuma hangszeres átvezető nélkül.
Az album új kiadása 2007. augusztus 28-án jelent meg. Ez három videóklipet tartalmaz, köztük a Dio Holy Diver című számának feldolgozásához készültet.

## Számlista
1. Daylight Dies – 4:05
2. This Is Absolution – 3:34
3. The Arms of Sorrow – 3:44
4. Unbroken – 3:08
5. My Curse – 4:04
6. For You – 4:03
7. Still Beats Your Name – 3:19
8. Eye of the Storm - 3:56
9. Break the Silence – 4:32
10. Desperate Times – 4:25
11. Reject Yourself – 4:45

### Speciális kiadás
1. Daylight Dies – 4:05
2. This Is Absolution – 3:34
3. The Arms of Sorrow – 3:44
4. Unbroken – 3:08
5. My Curse – 4:04
6. For You – 4:03
7. Still Beats Your Name – 3:19
8. Eye of the Storm - 3:56
9. Break the Silence – 4:32
10. Desperate Times – 4:25
11. Reject Yourself – 4:45
12. Be One - 3:31
13. Let the Bridges Burn - 4:29
14. This Fire - 3:10 (This Fire Burns címen is ismert; eredetileg a WWE Wreckless Intent albumra tervezve)
15. Holy Diver (Dio feldolgozás) - 4:10 (eredetileg a Kerrang! High Voltage!: A Brief History of Rock című összeállításához)

### DVD-s speciális kiadás
1. My Curse (videóklip)
2. The Arms of Sorrow (videóklip)
3. Holy Diver (videóklip)
4. „Így készült” videó 2 videókliphez (My Curse és The Arms Of Sorrow)

### Best Buy bónuszlemez
1. My Last Serenade (Koncertfelvétel a Worcester palládiumban) - 3:24 (Best Buy exkluzív bónuszszám)
2. The End Of Heartache (Koncertfelvétel a Worcester palládiumban) -  4:48 (Best Buy exkluzív bónuszszám)
3. When Darkness Falls (Koncertfelvétel a Worcester palládiumban) - 3:46 (Best Buy exkluzív bónuszszám)

## Eredmények
Nagylemez
| Év   | Lista                 | Helyezés |
| ---- | --------------------- | -------- |
| 2006 | Billboard 200         | 32       |
| 2006 | United Kingdom Top 75 | 64       |
| 2006 | Australia Top 100     | 29       |

Kislemezek
| Év   | Kislemez           | Lista                  | Helyezés |
| ---- | ------------------ | ---------------------- | -------- |
| 2006 | My Curse           | Mainstream Rock Tracks | 21       |
| 2007 | The Arms of Sorrow | Mainstream Rock Tracks | 30       |
| 2007 | Holy Diver         | Mainstream Rock Tracks | 12       |